# وادي تامغالي
تامغالي ومعناها باللغة الكازخستانية وسائر اللغات التركية (الصخور المرسومة) وادي يقع في جبال شو-ايلي الواسعة والجافة توجد فيه مجموعة كبيرة من رسوم الصخور يبلغ عددها في الوادي الرئيسي 5000 رسم بالإضافة إلى رسوم آخرى في الوديان الجانبية وهي موزّعة على 48 مجموعة مع المواقع المأتميّة والأماكن المُرتبطة بها، تشهد على التربية والتنظيم الاجتماعي والديني لمجموعات الرهبان. وتكشف الرسوم النشاطات البشرية التي كانوا يقومون بها على مرّ السّنين. كما نجد أيضًا العديد من المواقع المأتميّة القديمة، منها أسوارُ الحجار مع المرمدات والنواويس (من منتصف ونهاية العصر البرونزي) والتّلال الحجريّة والرملية (كوغان) التي نُصبت في أسفل القبور (من بدايات العصر الحديدي حتى نهاية العصر الحالي). ويحتوي الوادي الرئيسي على أكبر تجمّعٍ للنقوش ويرجّح أن تكون مذابحَ، أي أنَّ هذه الأماكن كانت تُستعمل للتّقديمات القربانيّة . ويقع الوادي 120كلم شمال غرب ألماتي. أدرج وادي تامغالي على لائحة تراث عالمي عام 2004.

## معرض الصور

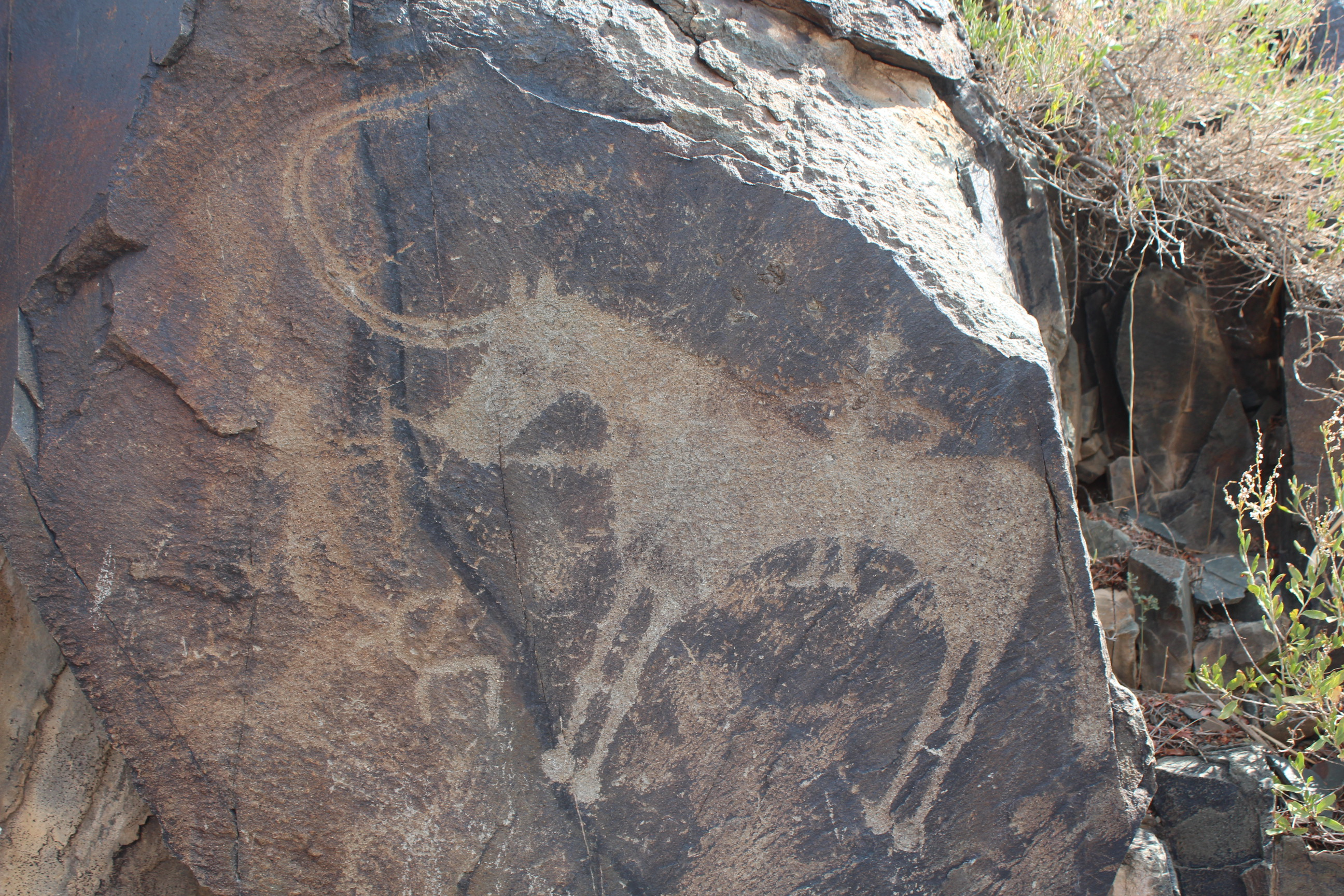
نحت على صخرة قديمة وجدت في وادي تامغلي
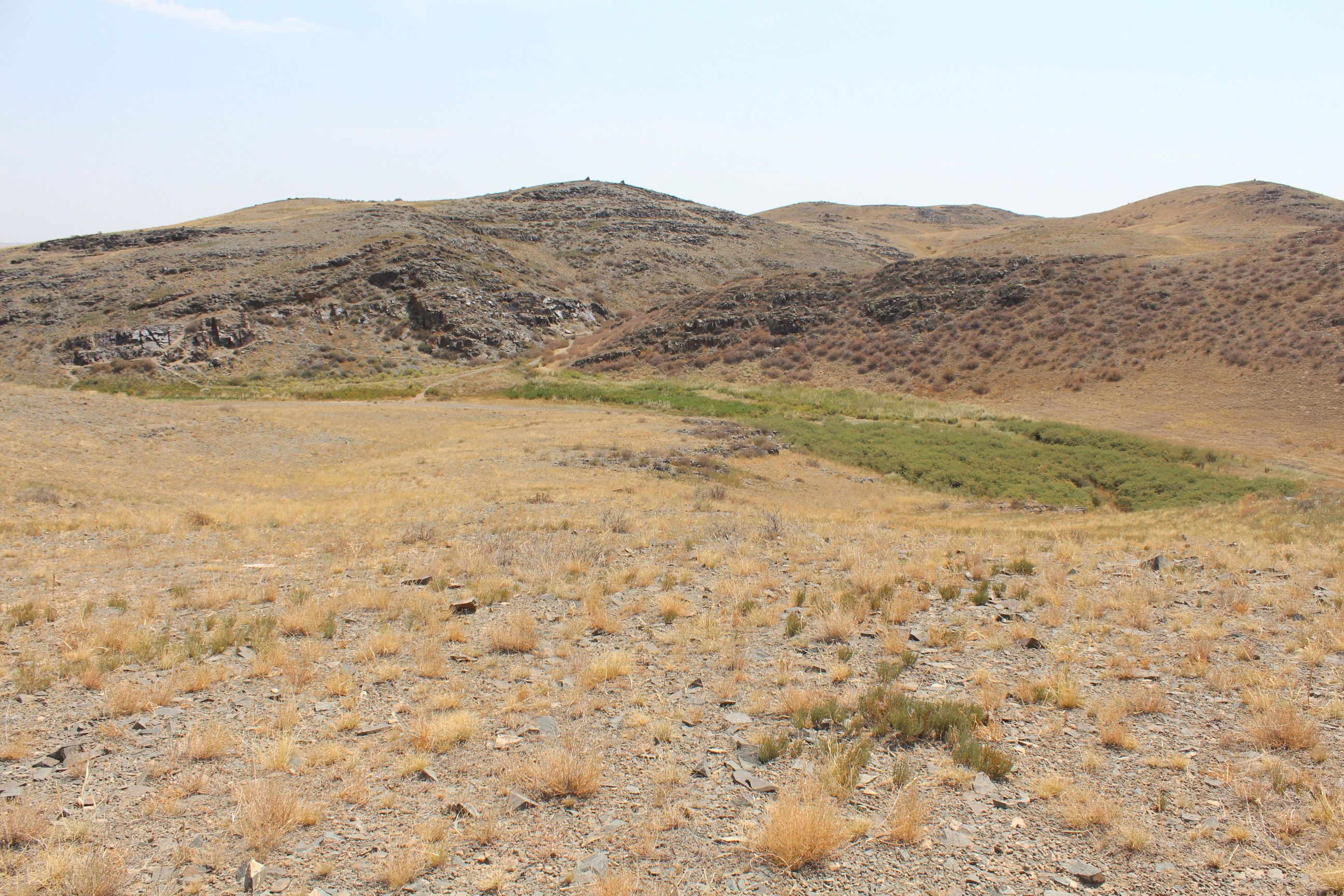
نظرة على أحد الوديان الفرعية لتامغلي المحتوية على الرسوم
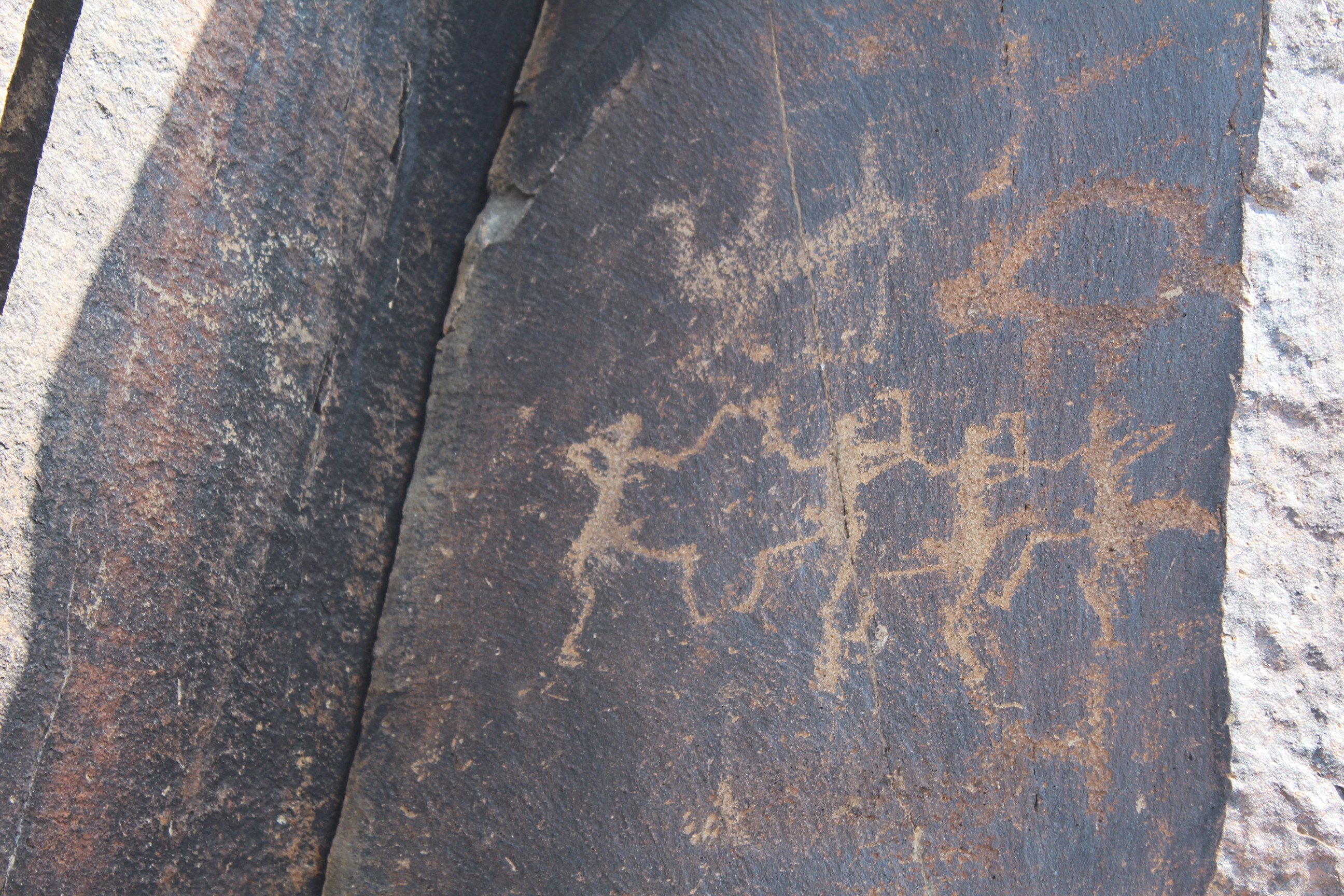
رسم على الحجر يصور رقص قبلية مع الحيوانات
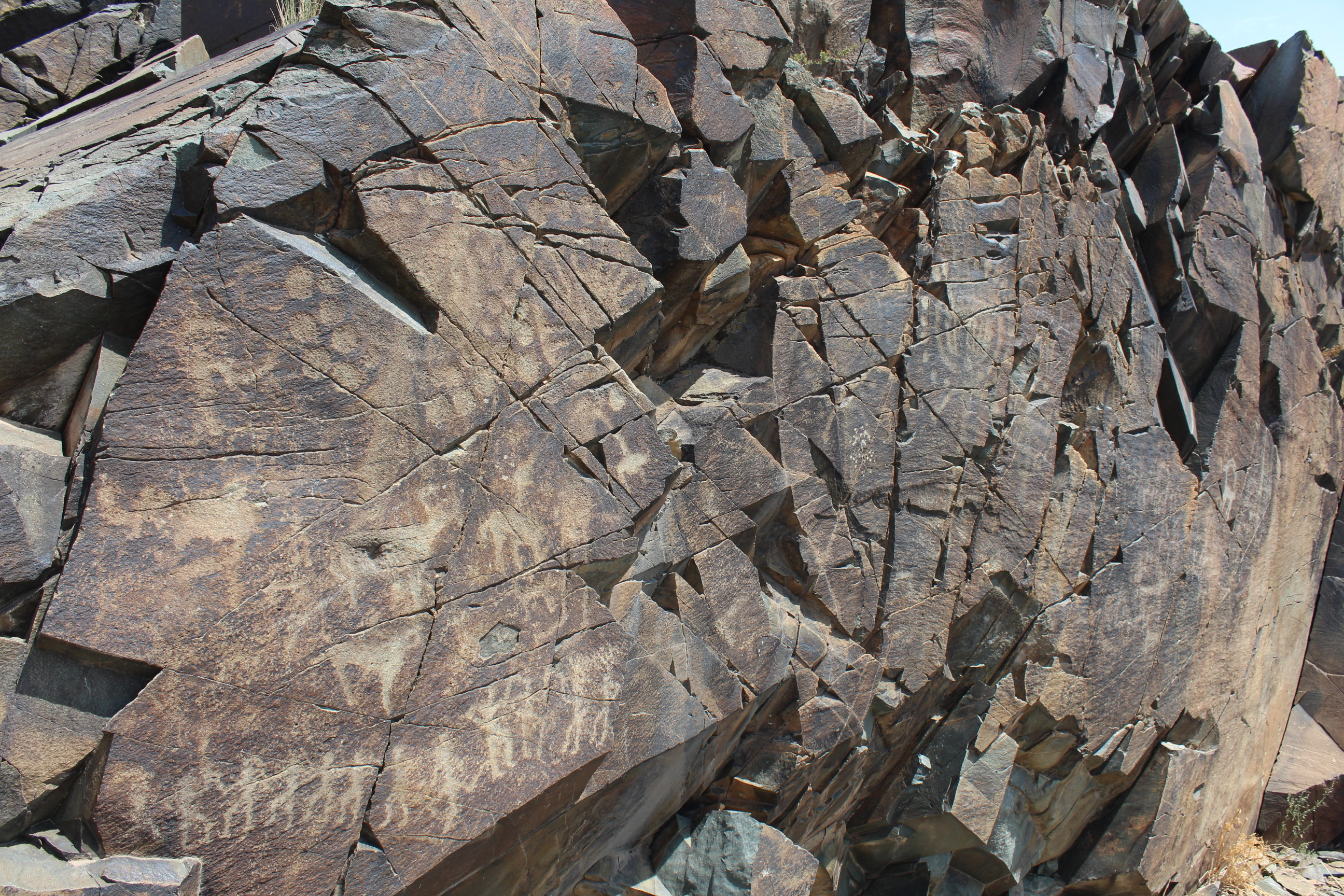
مجموعة كبيرة من الرسوم في موقع مقدس